# Otacar I da Boêmia
Otacar I (em tcheco/checo:  Přemysl Otakar I. ; c. 1155 – 1230) foi Duque da Boêmia começando periodicamente em 1192, posteriormente adquirindo o título de Rei da Boêmia, primeiro em 1198 de Filipe da Suábia, mais tarde em 1203 de Otão IV de Brunsvique e em 1212 (como hereditário) de Frederico II. Ele foi um membro eminente da dinastia Přemyslid.

## Primeiros anos
Os pais de Otacar eram Ladislau II, Duque da Boêmia, e Judite da Turíngia.  Após vários conflitos, foi reconhecido como governante da Boêmia pelo imperador Henrique VI em 1192.  No entanto, foi logo deposto por se juntar a uma conspiração de príncipes germânicos para derrubar a dinastia Hohenstaufen. Em 1197, forçou seu irmão, o duque Ladislau III, a abandonar a Boêmia e a contentar-se com a Morávia.
Aproveitando a guerra civil na Alemanha entre o pretendente de Hohenstaufen, Filipe da Suábia, e o candidato Guelfo, Otão IV, Otacar foi declarado rei da Boêmia em 1198,  sendo coroado em Mainz.  Este título foi bem-recebido por Filipe da Suábia, que precisava de apoio militar contra Otão.
Em 1199, Otacar divorciou-se de sua esposa Adelaide de Meissen,  da dinastia Wettin, para se casar com Constança da Hungria, filha do rei húngaro Béla III. 
Em 1200, com Otão IV na linhagem ao trono, Otacar abandonou seu pacto com Filipe da Suábia e declarou-se a favor da facção Guelfo.  Otão IV e mais tarde o próprio Papa Inocêncio III  aceitaram Otacar como o rei hereditário da Boêmia. 

## Bula Dourada da Sicília
Otacar foi rapidamente forçado a voltar ao acampamento de Filipe pela declaração imperial de um novo duque da Boêmia, Depolto III.  Sujeito ao seu reconhecimento como duque, Otacar teve que permitir que sua esposa divorciada retornasse à Boêmia.  Cumprida esta condição, ele novamente se posicionou entre os partidários de Filipe e ainda mais tarde esteve entre os partidários do jovem rei Frederico II . Em 1212, Frederico assinou a Bula Dourada da Sicília à Boêmia. Este documento reconheceu Otacar, bem como seus herdeiros, como Rei da Boêmia.  Embora estivesse sujeito ao Sacro Império Romano, o rei da Boêmia seria o principal príncipe eleitoral do Sacro Império Romano e forneceria a todos os imperadores subsequentes uma guarda de 300 cavaleiros quando estes fossem a Roma para a sua coroação.
O reinado de Otacar também foi notável pelo início da imigração alemã para a Boêmia e pelo crescimento de cidades no que até então eram terras florestais. Em 1226, Otacar entrou em guerra contra o duque Leopoldo VI da Áustria depois que este quebrou um acordo que teria feito com que a filha de Otacar (Santa Inês da Boêmia) se casasse com o filho de Frederico II, Henrique II da Sicília. Otacar então planejou que a mesma filha se casasse com Henrique III da Inglaterra, mas isso foi vetado pelo imperador, que sabia que Henrique era um oponente da dinastia Hohenstaufen. Com a ajuda do papa, Inês entrou para um convento.

## Família

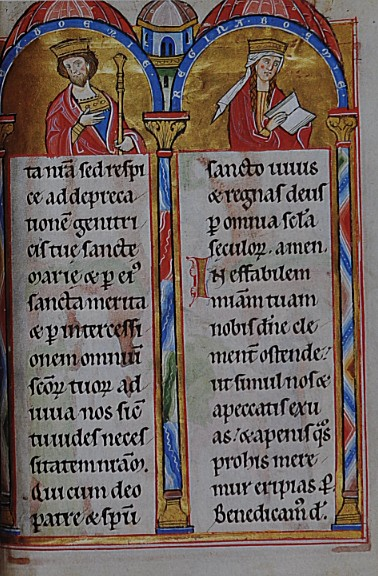
Otacar e Constança, do Landgrafenpsalter (1211–13)

Otacar casou-se primeiro em 1178 com Adelaide de Meissen (depois de 1160 - 2 de fevereiro de 1211),  com quem teve os seguintes filhos:
- Vratislau da Boêmia (falecido antes de 1225). [8]
- Dagmar da Boêmia (falecida em 24 de maio de 1212), [8] casada com o rei Valdemar II da Dinamarca .
- Bozislava da Boêmia (falecida em 6 de fevereiro antes de 1238), casada com o conde Henrique I de Ortemberga.
- Hedvika da Boêmia, tornou-se freira em Gernrode .

Em 1199, ele se casou novamente com Constança da Hungria (1181 - 6 de dezembro de 1240),  que lhe deu os seguintes filhos:
- Vratislau da Boêmia (c. 1200 – antes de 1209). [8]
- Judite da Boêmia (Judita) (- 2 de junho de 1230), casada com Bernardo de Spanheim, duque da Caríntia . [9]
- Ana da Boêmia (Ana Lehnická) (1204 - 23 de junho de 1265), casada com Henrique II, o Piedoso, Alto Duque da Polônia . [10]
- Anežka da Boêmia morreu jovem.
- Venceslau I da Boêmia (Václav I.) (c. 1205 - 23 de setembro de 1253), tornou-se Rei da Boêmia . [8]
- Vladislau da Boêmia (1207 - 18 de fevereiro de 1227), Marquês da Morávia. [8]
- Premislido (Přemysl) da Boêmia (1209 - 16 de outubro de 1239), Marquês da Morávia, casado com Margarida da Merânia, filha de Otão I, Duque da Merânia. [8]
- Guilhermina da Boêmia (Vilemína Česká, Guglielmina Boema) (1210 - 24 de outubro de 1281)
- Santa Inês da Boêmia (Anežka Česká) (20 de janeiro de 1211 – 6 de março de 1282)